# Pirveli Bagazhiasta
Pirveli Bagazhiasta (en georgiano: პირველი ბაგაჟიაშთა; en armenio: Բագաժիաշթա Առաջին) o Tsanbekuara (en abjasio: Цанбекуара) es una aldea que pertenece a la parcialmente reconocida República de Abjasia, parte del distrito de Gulripshi, aunque de iure pertenece al municipio de Gulripshi de la República Autónoma de Abjasia de Georgia.

## Toponimia
La aldea se conocía anteriormente como Bogaposhta (en georgiano: ბოგაფოშტა). 

## Geografía
Pirveli Bagazhiasta se encuentra en las estribaciones montañosas de Abjasia. La aldea se encuentra a 7 km de Gulripshi y se administra desde el pueblo de Pshapi. 

## Historia
El pueblo fue fundado en 1896 por armenios de los pueblos circundantes de Trebisonda, Samsun y Ordu. 

## Demografía
La evolución demográfica de Pirveli Bagazhiasta entre 1959 y 1989 fue la siguiente:
| 1345                                                | 1858 |
| (Fuente: Population of Abkhazia since Soviet times) |      |

Antes de la guerra de Abjasia, la mayoría de la población local eran armenios y georgianos.

## Economía
Los habitantes se dedican al cultivo de tabaco, té, maíz y cítricos, hortalizas, horticultura, fruticultura, ganadería y apicultura. 

## Infraestructura

### Educación
El pueblo tenía escuelas primarias y secundarias armenias, una biblioteca y un centro cultural.